# Monica Strebel
Pour les articles homonymes, voir Strebel.
Monica Strebel est une actrice suisse naturalisée française.

## Biographie
Monica Strebel  est parfois accréditée comme Monica Stroebel. Elle a été active dans le cinéma dans les années 1970 en tant qu'interprète, en Italie, de films de fiction et soft-core. Elle a également joué dans des romans photos, et est apparue en tant que cover-girl sur Playmen. Elle a disparu de la scène depuis 1978.

## Filmographie
- 1968 : Amore o qualcosa del genere : Margaret
- 1969 : Le altre
- 1969 : Pourquoi pas avec toi (Brucia, ragazzo, brucia) : Marina
- 1970 : Lettera aperta a un giornale della sera de Francesco Maselli
- 1970 : Les Sept de Marsa Matruh (I sette di Marsa Matruh) de Mario Siciliano : Ann Coran
- 1971 : La Clinique sanglante (La bestia uccide a sangue freddo) : l'infirmière Helen
- 1972 : Racconti proibiti... di niente vestiti : Death
- 1975 : Istantanea per un delitto : Claudia
- 1975 : En 2000, il conviendra de bien faire l'amour (Conviene far bene l'amore) : Angela
- 1977 : Un uomo da nulla : La moglie